# Mamma Mia
A Mamma Mia című dal a svéd ABBA együttes 1975-ben megjelent kislemeze, mely az ABBA című stúdióalbumon található.
A dalt Benny Andersson, Björn Ulvaeus és Stig Anderson írta. A dal címe – Mamma Mia – Olaszországból származik, mely a dalban is megmutatkozik a "My", "My Mommy" szavak hallhatóak a dalban, mely összességében a meglepetést, szorongást és izgalmat fejezi ki a dalban.

## Előzmények
A dalt első taktusait marimba hangszeren játszották fel, ez hallható a dalban. Ezt az akkordot Benny Andersson az utolsó pillanatban fedezte fel, és úgy döntött, hogy tökéletesen illeszkedik a dalhoz.
A dal Angetha és Björn otthonában született, és ez volt az utolsó kimásolt kislemez az ABBA stúdióalbumról. Ebben az időben sok művész felvett egy-egy ABBA dalt, mint például a Honey, Honey és a Bang-A-Boomerang című, melyet a csapat felajánlott a Brotherhood Of Man nevű brit csapatnak.
AZ I Do, I Do, I Do, I Do, I Do, három hétig volt ausztrál slágerlistás helyezés, azonban a Mamma Mia promóciós klipije Ausztráliában még népszerűbbé tette a zenekart, és szerepelt a Molly Meldrum Countdown című TV sorozatában. Az ausztrál lemezkiadó RCA kérte, hogy jelenjen meg a dal kislemezen, azonban a Polar megtagadta. A Mamma Mia végül 1975 augusztusában megjelent, és 10 hétig volt első helyezett a slágerlistán.

## Megjelenések
7"  Ausztrália RCA 102671
- A  Mamma Mia – 3:32
- B  Hey, Hey Helen – 3:16

### 1987 újrakiadás
7"  Németország Polydor 887 192-7
- A Mamma Mia – 3:32
- B  Intermezzo No.1. – 3:48

## Slágerlista és helyezések

### Heti helyezések
| Slágerlista (1975–77)                         | Legmagasabb helyezések |
| --------------------------------------------- | ---------------------- |
| Ausztrália Australian Singles Chart           | 1                      |
| Ausztria Austrian Singles Chart               | 3                      |
| Belgium Belgian Singles Chart                 | 2                      |
| Kanada Canada Top Singles                     | 18                     |
| Kanada Canada Adult Contemporary              | 11                     |
| Hollandia Dutch Singles Chart                 | 13                     |
| Finnország Finnish Singles Chart              | 14                     |
| Németország German Singles Chart              | 1                      |
| Írország Ír slágerlista                       | 1                      |
| Új-Zéland New Zealand Singles Chart           | 2                      |
| Norvégia Norwegian Singles Chart              | 2                      |
| Svájc Swiss Singles Chart                     | 1                      |
| Egyesült Királyság UK Singles Chart           | 1                      |
| Egyesült Államok Billboard Hot 100            | 32                     |
| Egyesült Államok Billboard Adult Contemporary | 12                     |
| Egyesült Államok Cashbox Top 100              | 36                     |

| Slágerlista (2008)                  | Legmagasabb helyezések |
| ----------------------------------- | ---------------------- |
| Olaszország Italian Singles Chart   | 12                     |
| Ausztrália Australian Singles Chart | 48                     |
| Egyesült Királyság UK Singles Chart | 56                     |
| Svájc Swiss Singles Chart           | 60                     |

### Év végi összesítések
| Slágerlista (1976) | Helyezés |
| ------------------ | -------- |
| Ausztrália         | 28       |
| Kanada             | 147      |
| Új-Zéland          | 16       |
| Egyesült Királyság | 13       |
| Egyesült Államok   | 184      |

### Minősítések
| Ország                   | Minősítés | Eladások |
| ------------------------ | --------- | -------- |
| Olaszország              | arany     | 25.000   |
| Egyesült Királyság (BPI) | ezüst     | 250.000  |

## Feldolgozások
- 1980-ban megjelent a dal spanyol változata a Gracias Por La Música című ABBA albumon.
- 1999-ben az A-Teens is feldolgozta a dalt.

## Megjelenés egyéb médiában
- A dal élő változata hallható az ABBA: The Movie című 1977-ben bemutatott filmben, mely az ausztrál turné ideje alatt készült.
- A dal hallható a Priscilla, a sivatag királynőjének kalandjai című filmben 1993-ban.
- A dal hallható az ausztrál Muriel esküvője című 1994-es filmben.
- 1999-ben az azonos című Mamma Mia! zenéje a daltól a felkiáltójel különbözteti meg. A Broodway-n több mint 5000 előadáson csendült fel a dal az ABBA más dalaival együtt.
- A dal hallható a That's 70's snow című film No Quater című epizódjában is.
- Az A-Teens féle változat a  Frauentausch című német reality sorozat megnyitója volt.
- 2010. december 5-én a brit közvélemény kutatásnak köszönhetően a dal a 6. helyre került a kedvenc dalok listáján.
- A dal hallható volt a Mamma Mia! című filmben is, mely 2008. július 8.-án jelent meg a Decca és a Polydor közös gondozásában.
- Lily James, Jessica Keenan Wynn és  Alexa Davies saját változatukat vették fel, mely hallható a Mamma Mia! Sose hagyjuk abba című filmben is.